# Châteauneuf-Villevieille
Châteauneuf-Villevieille település Franciaországban, Alpes-Maritimes megyében. Lakosainak száma 985 fő (2022. január 1.). Châteauneuf-Villevieille Bendejun, Cantaron, Contes és Tourrette-Levens községekkel határos.

## Népesség
A település népességének változása:
| Lakosok száma | 225  | 402  | 571  | 822  | 896  | 913  | 922  | 942  | 956  | 985  |
|               | 1968 | 1982 | 1990 | 2006 | 2013 | 2015 | 2017 | 2019 | 2020 | 2022 |